# Abdón Reyes (boliwijski piłkarz)
Abdón Reyes Cardozo (ur. 15 października 1985 w mieście Tarija) – boliwijski piłkarz, występujący na pozycji pomocnika. Obecnie gra w zespole Club Bolívar.
Reyes rozpoczął piłkarską karierę w 2005 roku, kiedy to został zawodnikiem Universitario Sucre. Przez cały rok nie zagrał jednak w żadnym ligowym spotkaniu. W 2006 roku przeszedł do CD San José. Tam piłkarz wreszcie pokazał swoje umiejętności i szybko stał się podstawowym graczem drużyny. W 2008 roku przeszedł do zespołu Bolivar. Również w tym roku zadebiutował w pierwszej reprezentacji Boliwii. 14 czerwca zagrał w domowym spotkaniu eliminacji Mistrzostw Świata 2010 z Chile.

## Trofea
- 2007 (C) -  Liga de Fútbol Profesional Boliviano z CD San José
- 2009 (A) -  Liga de Fútbol Profesional Boliviano z Club Bolívar